# Mosaïque de prairie-forêt du Malawi austral
Localisation
La mosaïque de prairie-forêt du Malawi austral est une écorégion du Malawi.
Elle est située sur des hauts-plateaux dominés par le mont Mulanje, le plus haut sommet du pays, au sud-est, et s'étend au nord-est et à l'est sur les hauts plateaux de la Shire, la plaine de Tuchila se situant entre les deux. Les hauts plateaux de la Shire comprennent le plateau de Zomba au nord et les montagnes de Thyolo (1 462 m) au sud.
La basse vallée de la Shire, qui fait partie de la branche orientale de la vallée du Grand Rift, forme la limite nord, ouest et sud-ouest des Hautes terres de la Shire. La vallée de la Ruo, un affluent de la Shire, forme la limite de l'écorégion au sud et au sud-est. La plaine de Phalombe et la vallée du lac Chilwa se situe au nord-est.
L'écorégion, qui fait partie de l'archipel d'afromontane, propose des forêts luxuriantes, des sols fertiles, beaucoup d'humidité et un climat tempéré ; c'est la plus densément peuplée des régions du Malawi. Blantyre, seconde ville du pays, y est située. Le thé est cultivé de manière industrielle, notamment autour de Thyolo et Mulanje, et constitue l'une des principales exportations du pays.

## Biodiversité
Deux caméléons nains, Chamaeleo mlanjense et Rhampholeon platyceps, sont strictement endémiques du mont Mulanje, ainsi que deux geckos (Lygodactylus bonsi et Lygodactylus rex), un scinque (Proscelotes mlangensis) et un lézard (Platysaurus mitchelli).
Concernant la flore, les forêts de plaine sont de type guinéo-congolaises alors que les forêts de haute altitude sont majoritairement représentatives de l'afromontane. L’écorégion présente un niveau d’endémisme spécifique relativement faible par rapport aux autres zones d’afromontane, mais elle présente une grande richesse en espèces.

## Zones protégées
Les zones protégées de l'écorégion sont la Malosa Forest Reserve (en), la Michiru Mountain Conservation Area (en) et la Mulanje Mountain Forest Reserve (en).

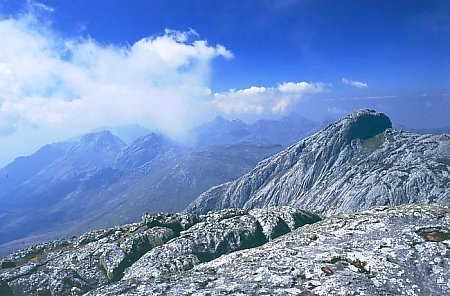
Le pic Sapitwa (3 002 m), point culminant du Malawi.
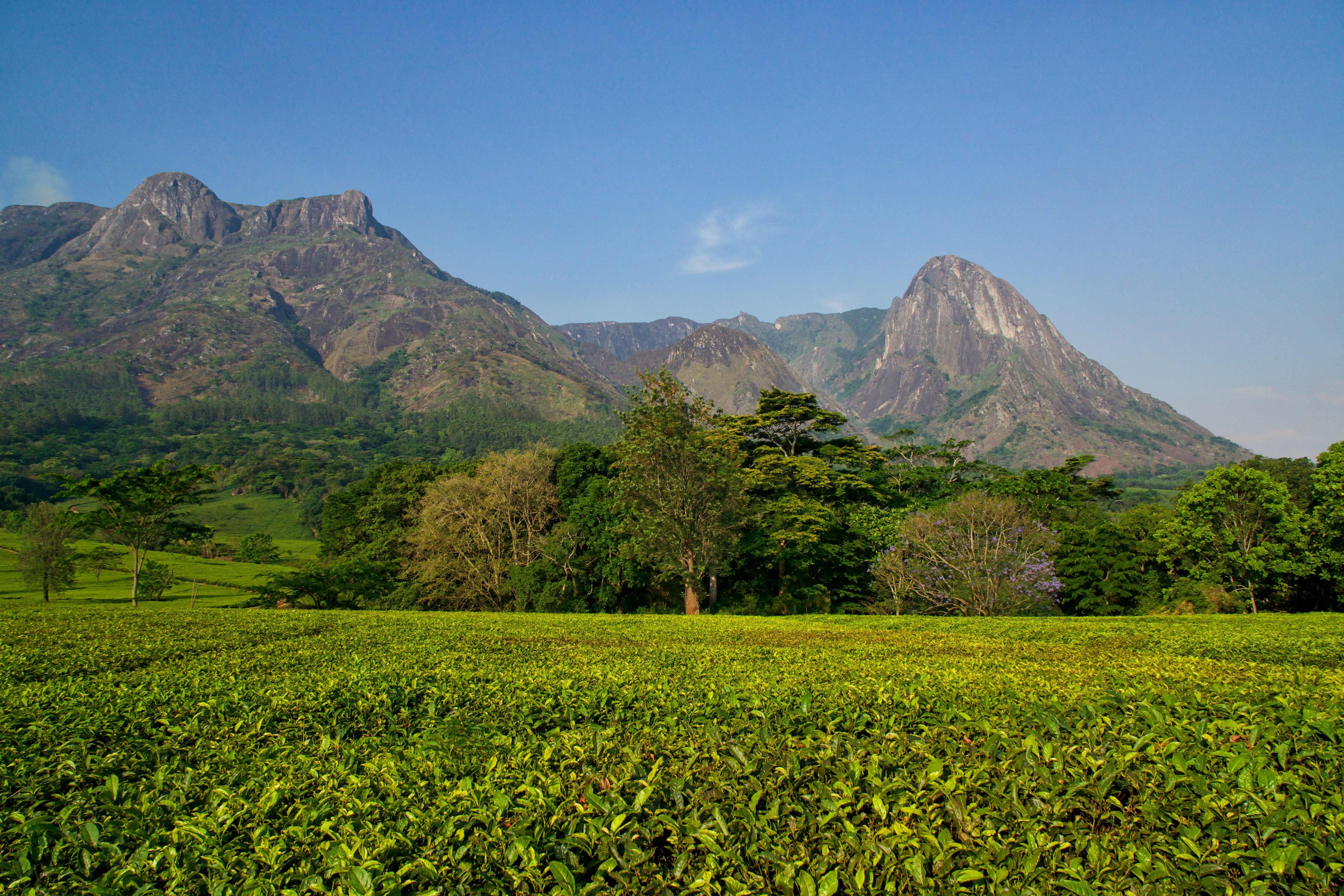
Vue du mont Mulanje.
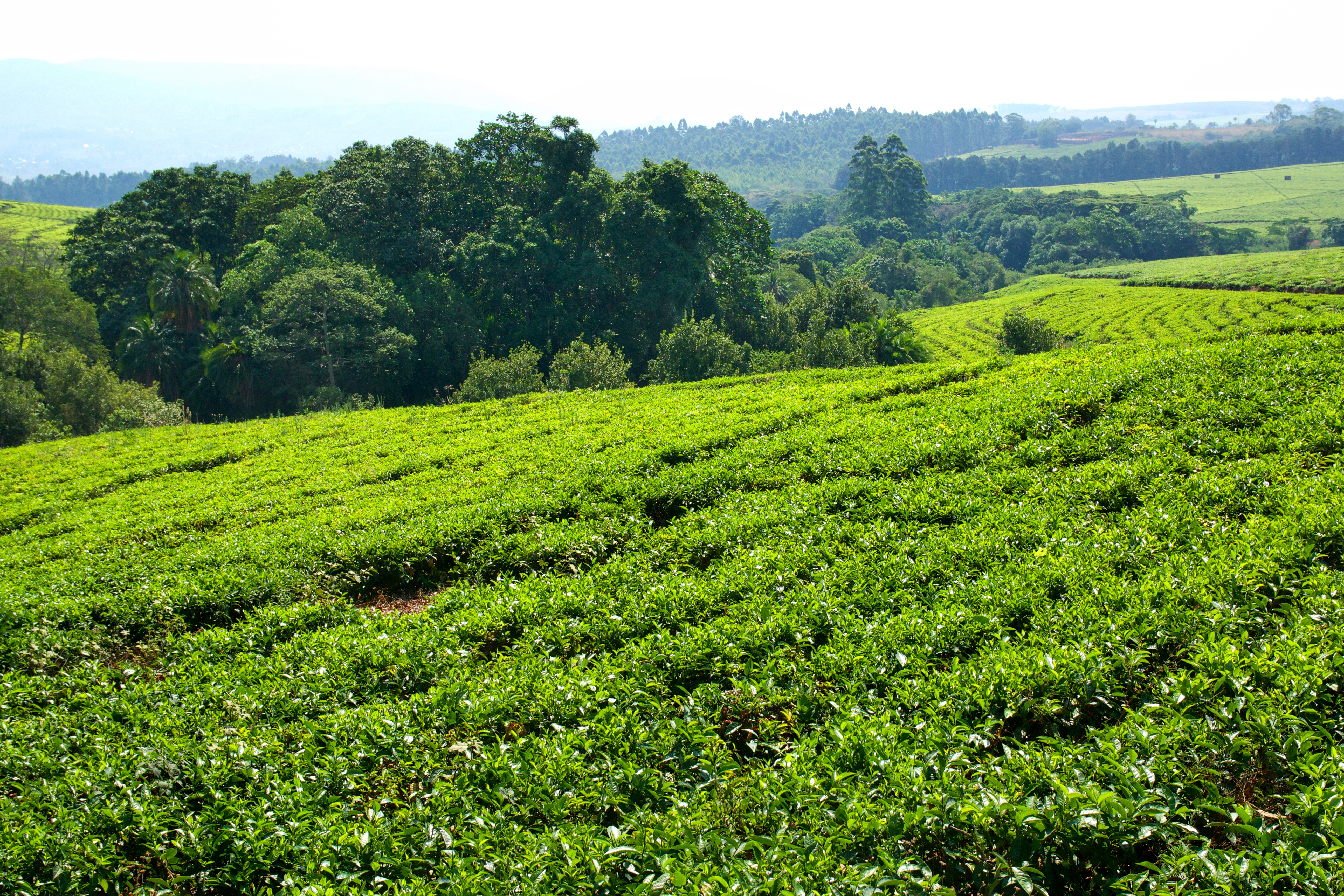
Plantation de thé sur le plateau au pied du Mulanje.